# Ceresium albomaculatum
Ceresium albomaculatum är en skalbaggsart som beskrevs av Maurice Pic 1926. Ceresium albomaculatum ingår i släktet Ceresium och familjen långhorningar.
Artens utbredningsområde är Laos. Inga underarter finns listade i Catalogue of Life.